# Николай Маковски
Вижте пояснителната страница за други личности с името Маковски.
Никола̀й Его̀рович Мако̀вски е руски жанров живописец, майстор на градския пейзаж. Син е на Егор Маковски и средният от тримата братя-художници Маковски – Владимир, Николай и Константин. Творчеството му е по-малко известно от това на братята му, но въпреки това, създаденото от него обогатява руската живопис.

## Детство и младост
Николай Маковски е роден на 28 април 1841 година в Москва, в семейството на Любов Моленхауер и Егор Маковски, счетоводител, любител-художник и колекционер, един от основателите на Московското училище за живопис, скулптура и архитектура. Домът на семейството често е посещаван от Николай Гогол, Михаил Глинка, Карл Брюлов, Василий Каратигин, Александър Островски, Василий Тропинин и други известни дейци на изкуството и културата. Растейки в тази среда тримата братя – Константин, Николай и Владимир, както и по-голямата им сестра Александра, се ориентират към занимания по живопис и стават известни художници. Втората дъщеря в семейството става певица.
Николай завършва Московското архитектурно училище към дворцовото ведомство и през 1859 година постъпва в архитектурния факултет на Императорската художествена академия. През 1862 – 1863 година участва в академичните изложби. През 1865 за проекта си „Каменна селска църква за 150 богомолци“, получава малък сребърен медал. През следващата година завършва Академията като некласен (свободен) художник и архитект с правото да проектира сгради и започва работа като архитектурен помощник към Министерството на императорския двор. Скоро след това решава да се занимава изцяло и само с живопис.
През 1870, заедно с други 15 художника, между които е и брат му Константин, става един от учредителите на Обществото на передвижниците. Участва в изложбите им от 1875 година и става член на общността чак през 1879 година.
През 1872 година получава званието „класен художник ІІІ степен“ за картината си „Изглед от църквата в село Дяковое, Московска губерния“, а през следващата 1873 – „класен художник ІІ степен“ за платното „Изглед от Москва“. В картините си обръща особено внимание на архитектурата и прави много добри градски пейзажи.

## Зрели години
Излага произведенията си на изложбите на передвижниците от 1875 до 1886 година, с малки прекъсвания. Няколко от картините му са закупени от Павел Третяков за неговата галерия. Между 1881 и 1886 година участва в експозициите на Московското общество на любителите на живописта, а през 1885 – на изложбата на Обществото на руските акварелисти.
След пътешествие в Египет, заедно с брат си Константин през 1873 – 1874 година, създава редица великолепни жанрови картини, в които, като основа на обстановката и сюжета, са архитектурни обекти. Това са и най-известните му творби – платната „Кайро“ от 1874, „В Кайро“ от същата година, „Улица в Кайро“ от 1876 и „Улица в Кайро“ от 1877 година. В тях Маковски се проявява като майстор на въздушната перспектива и моделирането на обема чрез светлосенките. След това прекарва няколко години в Париж сред руските художници в града, където се занимава с живопис под ръководството на Алексей Боголюбов.
Николай Маковски е автор на редица платна, изобразяващи различни части на Москва – „Изглед от Москва“ (след 1881), „При Крутицката кула в Москва“ (преди 1886), „Интериор от Благовещенския събор в Москва“ (1884). В тези картини художникът успява в малък мащаб да предаде панорамния обхват на пространството и убедително да покаже стила на старата московска архитектура.
По-късно пътува много из Русия и Украйна и е особено впечатлен от пейзажите на Малорусия. В късните картини, от така наречената „украинска серия“, се появява нов живописен маниер на художника – широко и свободно напластяване на цветовете. Пример за това са картините „Оран в Малорусия“ от 1882 и „Панаир в Малорусия“ от 1886 година. По същото време рисува и една от най-добрите си картини – „Нижни Новгород“.

## Творчество
Активната художествена дейност на Николай Маковски продължава само 15 години, тъй като художникът умира на 45-годишна възраст. Той е един от най-добрите руски пейзажисти на своето време, а произведенията му се отличават с майсторски рисунък, умела композиционна структура и висока цветова култура.
Когато Николай Маковски се обръща към селото, той се старае да предаде с точност древната селска архитектура, характерния колорит и начина на живот на селяните. Това е художник, който рисува по темата не особено често, но създадените от него образи са запомнящи се. Такива са картините „Селски пейзаж“, „Отдих при жътва“ (1871), „Оран“ (1872), „Хранене на пуйки“ (преди 1886), „Фермерски двор“ (1886) и други.
Популярни картини, намиращи се във водещи художествени галерии, са „Мелница“ (ок. 1870), „Замоскворечие“ (1873), „Поглед от Москва-река към храма Христос Спасител и Каменния мост“ (1875), „Волга край Нижни Новгород“ (1878), „Пчелин“ (1882), „Изглед от града“ (1884), „Градски пейзаж“ (1886) и други.
Многобройните му картини с изображения на Москва, Кремъл и Подмосковието му носят репутация на много добър живописец и се пазят в различни частни и музейни сбирки, в това число и в Третяковската галерия. През 1997 година негови работи са експонирани на сборната изложба „Семейство Маковски“ в Третяковската галерия.
Николай Маковски умира на 6 октомври 1886 година в Санкт Петербург.

## Галерия
- Кайро
- Тераса в Кайро (1874)
- Улица в Кайро (1876)
- Улица в Кайро (1877)
- Улична сцена в Кайро (1877)
- Улична сцена в Кайро (1885)
- Улица „Муиз ад-Дин Абу-л-Харис“ в Кайро (преди 1886)

- Пейзажи
- Мелница (ок. 1870)
- Изглед от църквата в село Дяковое, Московска губерния (1872)
- Замоскворечие (1873)
- Поглед от Москва-река към храма Христос Спасител и Каменния мост (1875)
- Изглед от града (1884)
- Хранене на пуйки (1886)